# Aramecina
Aramecina is een gemeente (gemeentecode 1704) in het departement Valle in Honduras. De gemeente grenst aan El Salvador.
Het dorp ligt tussen de bergketen Cordillera del Merendón en de rivier Goascorán. Ondanks de nabijheid van deze rivier is de grond erg droog.
De naam van de plaats komt uit het Lenca, en betekent "Rivier van de kleine agaves". Zo noemden zij een riviertje dat in de buurt stroomt. Tegenwoordig heet deze de Río de Manglares.

## Bevolking
De bevolking is als volgt verdeeld:
| Vrouwen | 3808 | 51,6% |
| Mannen  | 3576 | 48,4% |

## Dorpen
De gemeente bestaat uit twaalf dorpen (aldea), waarvan het grootste qua inwoneraantal: Aramecina (code 170401).